# Betsy Jolas
Betsy Jolas (ur. 5 sierpnia 1926 w Paryżu) – francuska kompozytorka pochodzenia amerykańskiego.

## Życiorys
Córka małżeństwa dziennikarzy, Eugène’a i Marii Jolas. W latach 1940–1946 przebywała wraz z rodziną w Stanach Zjednoczonych, gdzie uczyła się u Paula Boepllego (harmonia i kontrapunkt), Helen Schnabel (fortepian) oraz Carla Weinricha (organy). W 1946 roku uzyskała stopień Bachelor of Arts na Bennington College w Vermont. W latach 1948–1955 kontynuowała swoją edukację muzyczną w Konserwatorium Paryskim u Dariusa Milhauda (kompozycja), Oliviera Messiaena (analiza muzyczna) oraz Simone Plé-Caussade. Od 1955 do 1971 roku była współpracowniczką ORTF. W latach 1971–1974 zastępowała Oliviera Messiaena w klasie kompozycji w Konserwatorium Paryskim, gdzie w 1975 roku objęła posadę profesora analizy muzycznej, a w 1978 roku kompozycji. Gościnnie wykładała na uczelniach amerykańskich.
Laureatka międzynarodowego konkursu dyrygenckiego w Besançon (1953) oraz licznych nagród: Chicago Copley Foundation (1954), Prix des Auteurs et Compositeurs de Langue Française ORTF (1961), American Academy of Arts and Letters Award (1973), Koussevitzky Foundation Grant (1974), Grand Prix National de la Musique (1974), Grand Prix de la Ville de Paris (1981), Grand Prix de la SACEM (1982), Maurice Ravel Prix International (1992). W 1983 roku została członkiem American Academy of Arts and Letters, a w 1995 roku członkiem American Academy of Arts and Sciences. 
Odznaczona komandorią Orderu Sztuki i Literatury (1985) oraz Legią Honorową w stopniu kawalera (1997), oficera (2010) i komandora (2021).

## Twórczość
Uprawiała różne gatunki muzyczne, preferując jednakże muzykę wokalno-instrumentalną i kameralną, unikając z zasady dużych form orkiestrowych. Jej wczesne kompozycje utrzymane były w konserwatywnym stylu, prezentując neobarokowy konstruktywizm. Muzyka Jolas ma charakter rzemieślniczy, kompozytorka przykłada dużą wagę do wartości rytmicznych i kolorystyki utworu oraz do związku muzyki ze słowem, starannie dobierając teksty poetyckie do swoich kompozycji. Głosy wokalne i instrumentalne traktowane są przez nią równorzędnie, dookreślając się nawzajem. W niektórych kompozycjach posługiwała się techniką serialną.

## Wybrane kompozycje
(na podstawie materiałów źródłowych)

### Utwory orkiestrowe
- Symphony na małą orkiestrę (1957)
- Quatre Plages na smyczki (1967)
- D’un opéra de voyage na orkiestrę kameralną (1967)
- Musique d’hiver na organy i małą orkiestrę (1971)
- Trois rencontres na trio smyczkowe i orkiestrę (1973)
- Tales of a Summer Sea (1977)
- 11 Lieder na trąbkę i orkiestrę kameralną (1977)
- Stances na fortepian i orkiestrę (1978)
- Cinq Pièces pour Boulogne na małą orkiestrę (1982)
- Préludes-Fanfares-Interludes-Sonneries na instrumenty dęte i zespół perkusyjny (1983)
- Frauenleben na altówkę i orkiestrę (1992)
- Lumor na saksofon i orkiestrę (1996)
- Quatre Psaumes d’Heinrich Schütz (1996)
- Petite Symphonie Concertante na skrzypce i orkiestrę (1997)
- B Day (2006)
- Just a Minute (2007)
- A Little Summer Suite (2015)

### Utwory kameralne
- cykl Episode: 1 na flet (1964), 2 na flet (1977), 3 na trąbkę (1983), 4 na saksofon tenorowy (1983), 5 na wiolonczelę (1983), 6 na altówkę (1984), 7 na gitarę elektryczną (1984), 8 na kontrabas (1984), 9 na klarnet (1990)
- Figures na 9 instrumentów (1956–1965)
- J.D.E. na 14 instrumentów (1966)
- Points d’Aube na altówkę i 13 instrumentów dętych (1968)
- Etats na altówkę i 6 perkusistów (1969)
- Lassus Ricercare na 10 instrumentów (1970)
- Remember na altówkę lub różek angielski i wiolonczelę (1971)
- How Now na klarnet, róg, fagot, 2 skrzypiec, altówkę, wiolonczelę i kontrabas (1973)
- Quatuor III na kwartet smyczkowy (1973)
- Quatuor IV: Menus propos na kwartet smyczkowy (1973)
- Well Met na 12 instrumentów (1973)
- O Wall na kwintet dęty (1976)
- Quatre duos na altówkę i fortepian (1979)
- D’un opéra de poupée en sept musiques na 11 wykonawców (1982)
- Point d’Or na saksofon i 15 instrumentów (1982)
- Quatre Pièces en marge na wiolonczelę i fortepian (1983)
- Trois duos na tubę i fortepian (1983)
- Music for Joan na wibrafon i fortepian (1988)
- Trio na skrzypce, wiolonczelę i fortepian (1988)
- Petites musiques de cheve na klarnet basowy i fortepian (1989)
- E.A. na trąbkę i wibrafon (1990)
- Les heures na skrzypce, altówkę i wiolonczelę (1990)
- Études aperçues na wibrafon i 5 dzwonów (1992)
- Musique pour Delphine na skrzypce i wiolonczelę (1992)
- Musique pour Xavier na klarnet, saksofon tenorowy i skrzypce (1993)
- Quoth the Raven na klarnet i fortepian (1993)
- Quatuor V na kwartet smyczkowy (1994)
- Music for Here na fagot, altówkę i wiolonczelę (1994)
- Music to Go na altówkę i wiolonczelę (1995)
- Quatuor VI: Avec clarinette na klarnet i trio smyczkowe (1997)
- Petite sonnerie de juin na róg, trąbkę i puzon (1997)
- Sonate à 8 na 8 wiolonczel (1998)
- Trio sopra „et sola facta” na klarnet, skrzypce i fortepian (1998)

### Utwory fortepianowe
- Chanson d’Approche (1972)
- Sonata (1973)
- 3 Études campanaires (1980)
- Pièce pour St. Germain (1981)
- Petite suite sérieuse pour concert de familie (1983)
- Signets, hommage à Maurice Ravel (1987)
- Pièce pour (1997)

### Utwory organowe
- Musique de jour (1976)

### Utwory wokalno-instrumentalne
- Pluparts du temps I na mezzosopran i fortepian (1949) i II na tenora, saksofon tenorowy i wiolonczelę (1989)
- Chansons pour Paule na mezzosopran i fortepian (1951)
- 5 Poèmes de Jacques Dupin na sopran i fortepian (1959)
- L’Oeil égaré na solistów, chór i orkiestrę kameralną (1961)
- Dans la chaleur vacante na solistów, chór i orkiestrę kameralną (1963)
- Mots na sopran, mezzosopran, kontralt, tenora, bas i 7 instrumentalistów (1963)
- Quatuor II na sopran, skrzypce, altówkę i wiolonczelę (1964)
- Motet II na chór i małą orkiestrę (1965)
- Liring Ballade na baryton i orkiestrę (1980)
- Sigrancia-Ballade na baryton i orkiestrę (1995)
- Motet III: Hunc igitur terrorem na solistów, chór i zespół instrumentów barokowych (1999)
- Motet IV na sopran i kwintet (2002)

### Opery
- opera kameralna La Pavillon au bord de la rivière, według Guan Hanqinga (wyst. Awinion 1975)
- opera kameralna Le Cyclope, według Eurypidesa (wyst. Awinion 1986)
- opera Schliemann (wyst. Lyon 1995)

### Muzyka filmowa
- Aimée (1981)